# Ernő Schwarz
Ernő Schwarz (Budapest, 27 ottobre 1904 – New York, 19 luglio 1974) è stato un calciatore, allenatore di calcio e dirigente sportivo ungherese, di ruolo attaccante.

## Carriera
Nel 1916 Schwarz entrò a far parte delle giovanili del Ferencvaros, rimanendovi fino a quando nel 1920 venne il momento dell'esordio in prima squadra. Schwarz si rivelò subito un attaccante dotato di grande fiuto del gol, pericolosissimo negli ultimi 30-35 metri nonostante il passo lento. Al suo primo anno mantenne una media realizzativa di quasi una rete a partita, leggermente calata nella seconda stagione. Nel 1922 arrivarono il secondo posto in campionato alle spalle dell'MTK Budapest e la vittoria della Coppa di Ungheria, oltre che le prime convocazioni in Nazionale, con la quale realizza una doppietta nel corso dell'incontro vinto per 5-1 contro la Finlandia.
Nello stesso anno abbandonò l'Ungheria, attratto dal contratto professionistico offertogli dal Maccabi Brno, dove ritrovò molti compagni di Nazionale. Nel 1923 si trasferì poi all'Hakoah Vienna, altra squadra di matrice ebraica, con la quale vinse il campionato austriaco nel 1925. Nel 1926 l'Hakoah si reca in tour negli Stati Uniti, dove giocò 10 partite davanti ad un pubblico totale di oltre 100.000 spettatori. Il grande successo della tournée fece arrivare allettanti proposte d'ingaggio a Schwarz e a molti suoi compagni. Schwarz decise allora di restare in America e firmò un contratto con i New York Giants nella ASL. Vi rimase per due stagioni, inframmezzate da un altro tour americano dell'Hakoah nell'estate del 1927 durante il quale si unì di nuovo ai vecchi compagni.
Nel 1928 la ASL entrò in rotta con la Federazione Americana, che organizzò un suo campionato: la Eastern Soccer League. Schwarz decise allora di tornare in Europa e firmò un contratto con la squadra scozzese dei Rangers, ma non riuscì ad ottenere il permesso di lavoro in Gran Bretagna e si trovò senza squadra. Con alcuni ex compagni dell'Hakoah fondò allora un nuovo team che avrebbe militato nella Eastern Soccer League, i New York Hakoah. La squadra ottenne una vittoria della US Open Cup e due buoni secondi posti nel neonato campionato, prima che la pace fra ASL e Federazione portasse alla sua chiusura.
I New York Hakoah tornarono quindi a giocare nella ASL, dove si fusero con i Brooklyn Hakoah (altra squadra composta in maggioranza da reduci dell'Hakoah Vienna) formando gli Hakoah All-Stars. Schwarz vi rimase fino al 1931, anno in cui decise di fondare una sua squadra, i New York Americans, per i quali ricoprì il doppio ruolo di allenatore-giocatore.
Dopo il fallimento della ASL nel 1933 a causa dei problemi finanziari causati dalla Grande depressione Schwarz ebbe un ruolo chiave nella rifondazione della Lega. Continuò a lungo la sua attività nei New York Americans, arrivando in finale di National Challenge Cup nel 1933 e vincendola nel 1937. In quella seconda occasione Schwarz non poté però prendere parte alla finale contro i St. Louis Shamrocks, essendosi rotto una gamba nel febbraio dello stesso anno. Fu quella la fine della sua carriera da giocatore vera e propria, anche se continuò a scendere in campo sporadicamente con i suoi Americans anche negli anni seguenti.
Continuò però a seguire la sua squadra dalla panchina, allenandola anche negli anni '40. A ciò affiancò importanti ruoli dirigenziali nella ASL, di cui fu una delle principali forze propulsive. Ormai dedito ad importanti ruoli istituzionali, nel 1947 divenne vicepresidente della Lega e cominciò ad organizzare tour dei principali club europei al fine di accrescere la popolarità del calcio negli Stati Uniti. Nel 1951 il suo impegno venne riconosciuto con l'introduzione nella National Soccer Hall of Fame. Ebbe poi occasione di allenare per un biennio la Nazionale statunitense, fallendo però la qualificazione ai Mondiali del 1954.
Il suo impegno ad avvicinare il calcio americano a quello europeo lo portò nel 1960 a diventare vicepresidente e general-manager della International Soccer League, campionato estivo disputato da alcune importanti squadre d'oltreoceano su suolo americano. Morì nel 1974.

## Palmarès

### Giocatore

#### Competizioni nazionali
- Coppa d'Ungheria: 1

Ferencvaros: 1921-1922
- Campionato austriaco: 1

Hakoah Vienna: 1924-1925
- Lamar Hunt U.S. Open Cup: 1

New York Hakoah: 1928-1929